# Халилшахр
Халилшахр (перс. خلیل‌شهر‎, произносится: Халильшяхр, букв.: город племени халиль), - город на севере Ирана, в остане Мазендеран. Он располагается в бахще «Маркязи» шахрестана Бехшехр. Халилшахр находится на расстоянии примерно 5 км от города Бехшехр. Площадь города составляет 1500 га. Халилшахр — новый город, возникший в результате объединения следующих деревень: Молламахалле, Гетзамин, Рабат, Маликала, Кящирхиль, Амузадмахалле, Алямдармахалле, Ракаванд и Калакь. Центр Халилшахра располагается между городскими районами Рабат и Алямдармахалле. Халилшахр, таким образом, стал сорок восьмым по счету городом Мазендерана. Значительная часть населения Халилшахра происходит из племени халиль. Халилшахр расположен в 20 км к западу от города Галюгах, к югу от асфальтированной дороги Бехшехр — Галюгах. Этот небольшой город находится в подножии горы Джахан-Мура. К северу от города находится залив Горган (буквально: Волчий залив), а около него — густой лес, растущий на северном подножии горы Джахан-Мура. По земле города протекают ответвления реки Калакь (Сефидруд, букв.: Белая река), которые образовали в некоторых местах весьма глубокие ущелья.

## История и современное состояние
Примерно в 1740 г. из деревни Остаджанан на нынешнюю территорию Халилшахра перекочевало племя халиль, где оно основало пять деревень, именовавшихся одним именем: Халильмахалле. Это поселение было весьма протяженным, так как располагалось вдоль реки. В 1935 г. в этом районе была основана первая школа. Затем через северные районы поселения была проложена автострада. Ныне около Халилшахра выращивают гранатовые и персиковые деревья, а также разнообразные апельсины, тополя и эвкалипт. Выращиваются также клубника и малина.

## Достопримечательности
Среди достопримечательностей города и окрестных мест стоит отметить лесопарк «Сорхов», а также гробницу имамзаде Юсефа и Хасана-Резы.

## Демографическая динамика
По населению Халилшахра существуют данные двух последних иранских переписей: 25 октября 2006 г. и 24 октября 2011 г. Согласно им, население города составляло 10126 и 10141 человек, то есть, роста населения за пятилетия не было практически вообще (всего лишь +0,03% в год, то есть, каждый год на 3 человека больше). Такая демографическая динамика очень необычна даже для медленно растущего остана Мазендеран (там в 2006-2011 гг. темпы роста составили только 1,0% в год). Скажем, город Бехшахр, находящийся по соседству с Халилшахром, демонстрировал за 2006-11 гг. куда более высокие темпы роста: в среднем, +1,2% в год. Соотношение полов в Бехшахре по данным на 2011 г. было примерно одинаковым: в городе насчитывалось мужчин всего на 65 человек больше, чем женщин, или, другими словами, на 100 женщин приходился 101 мужчина. Доля населения города Халилшахра в его шахрестане была довольно низкой, составляя только 6,5%. Если сравнить динамику населения данного города с динамикой столицы Мазендерана, города Сари, приняв численность Сари за 100%, то его доля с 2006 по 2011 гг. упала с 3,9% до 3,4%, или на 0,5%. Это означает, что Сари растет значительно быстрее, что, впрочем, может объясняться и интенсивной иммиграцией в этот крупный и привлекательный город.